# Pheidole pallidula
Pheidole pallidula är en myrart som först beskrevs av Nylander 1849.  Pheidole pallidula ingår i släktet Pheidole och familjen myror.

## Underarter
Arten delas in i följande underarter:
- P. p. inermis
- P. p. koshewnikovi
- P. p. obscura
- P. p. pallidula
- P. p. recticeps
- P. p. tristis

## Bildgalleri

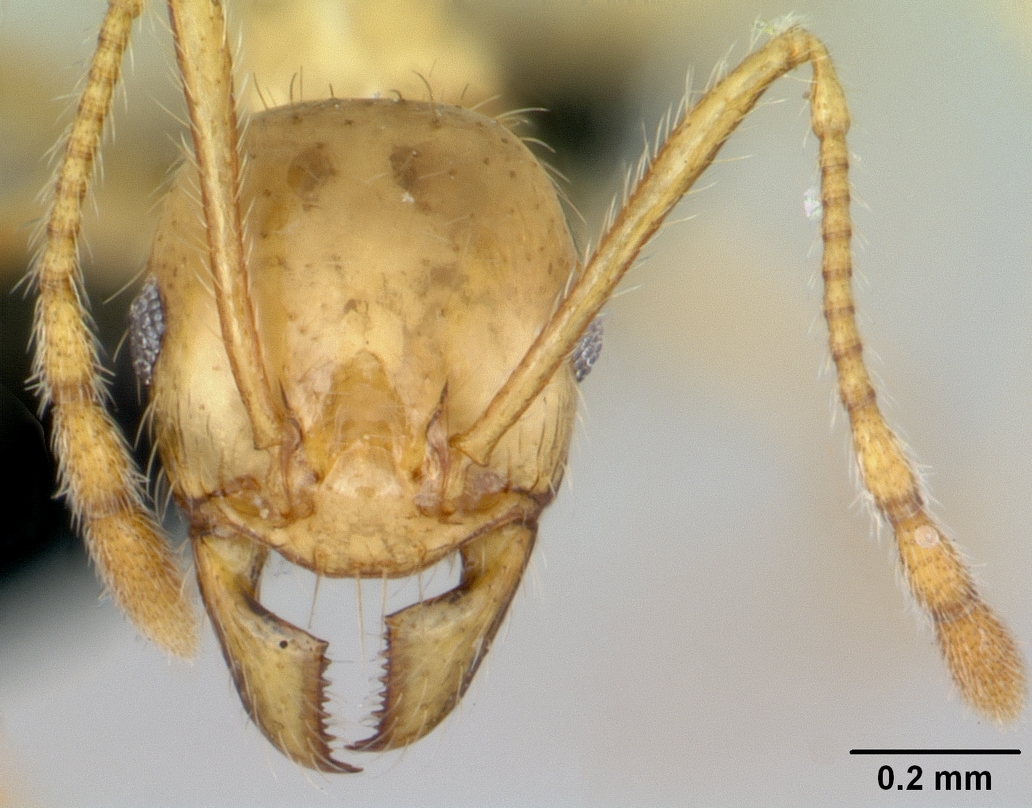
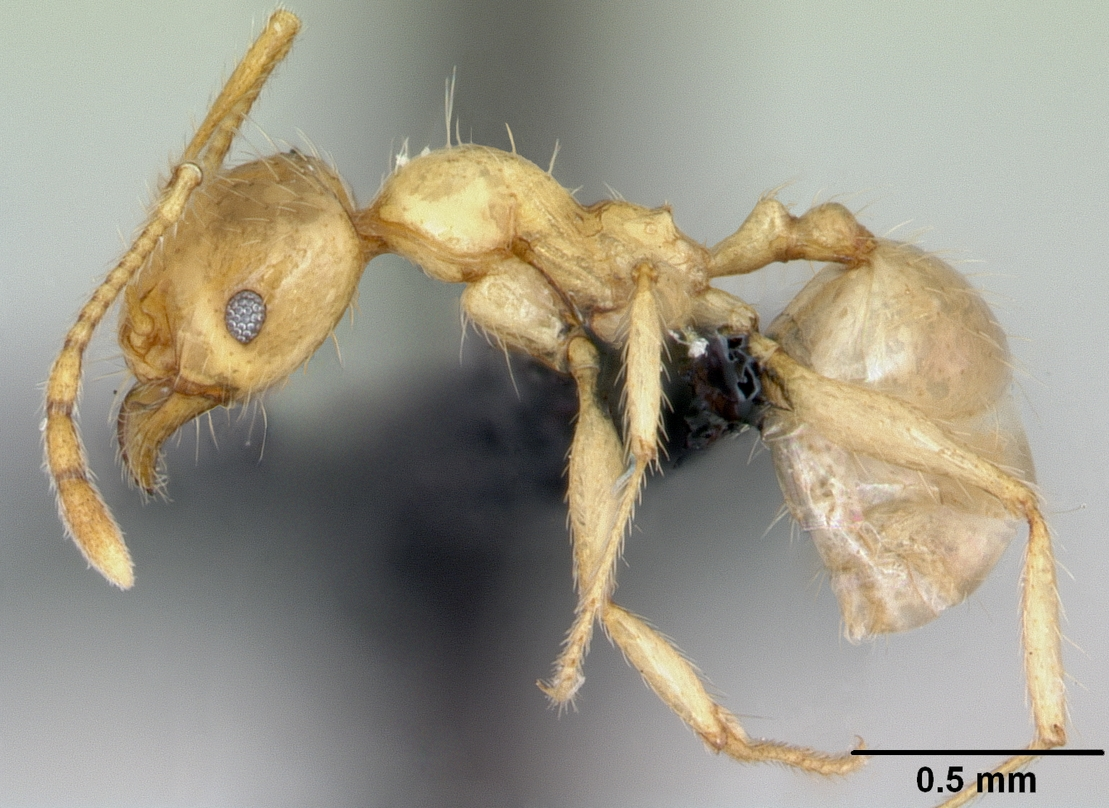
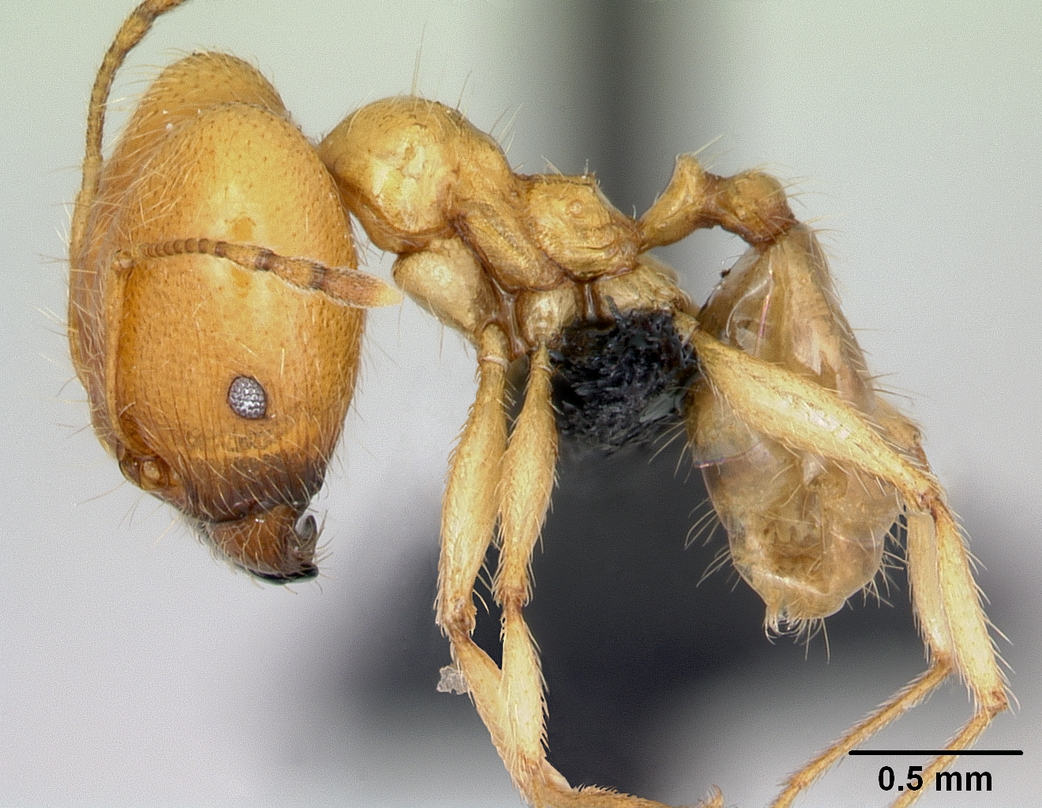
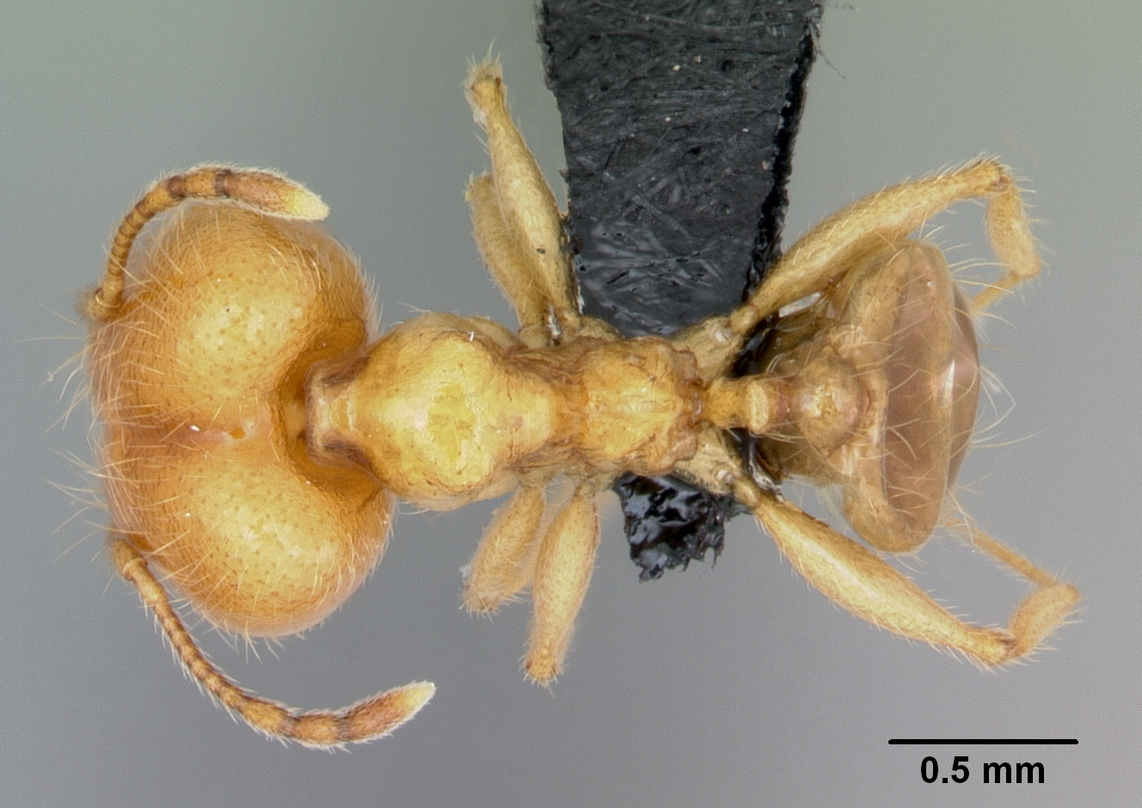